# Angela Brunner
Angela Brunner (* 12. Januar 1931 in Berlin; † 17. Juni 2011 in Kleinmachnow) war eine deutsche Schauspielerin.

## Leben
Brunner studierte zunächst Malerei an der Hochschule für angewandte Kunst in Berlin-Weißensee und der Käthe-Kollwitz-Kunstschule in Berlin-Reinickendorf, danach Schauspiel an der Staatlichen Schauspielschule in Berlin-Schöneweide. Nach dem Abschluss des Studiums im Jahr 1956 arbeitete sie zunächst als Theaterdarstellerin in Frankfurt (Oder), dann für zwei Jahre am Deutschen Theater in Berlin, ehe sie ab den 1970er Jahren auf einer Bühne in Potsdam auftrat.
Erste kleinere Filmrollen spielte sie schon während ihres Studiums. 1956 gelang ihr mit dem Film Junges Gemüse von Regisseur Günter Reisch der nationale Durchbruch als Schauspielerin. Es folgten über 50 Film- und Fernsehproduktionen vorwiegend für die DEFA und den Deutschen Fernsehfunk (DFF). Im Abendgruß des deutschen Fernsehfunks verkörperte sie von 1963 bis 1968 zusammen mit Helga Labudda die Figur der „Frau Puppendoktor Pille mit der großen, runden Brille“.
Nach 1990 spielte sie am Theater im Zimmer in ihrem Wohnort Kleinmachnow, dazu kamen einige Film- und Fernsehrollen (so 1994 neben Iris Berben in dem Fernsehfilm Tod in Miami und als Tante Martha in der Kinderserie Löwenzahn). Neben ihrer schauspielerischen Arbeit betätigte Angela Brunner sich als Malerin, Grafikerin und Buchillustratorin.
Sie war mit dem deutsch-australischen Schriftsteller Walter Kaufmann verheiratet; ihre Tochter Rebekka arbeitet als Fotografin, ihre zweite Tochter Deborah Kaufmann ist ebenfalls Schauspielerin.
Brunner starb am 17. Juni 2011 an einem Krebsleiden.

## Filmografie (Auswahl)
- 1950: Das kalte Herz
- 1952: Frauenschicksale
- 1955: Ernst Thälmann – Führer seiner Klasse
- 1956: Junges Gemüse
- 1956: Genesung
- 1959: Haare hoch (TV-Serie)
- 1959: Bevor der Blitz einschlägt
- 1960: Was wäre, wenn …?
- 1960: Kein Ärger mit Cleopatra
- 1961: Eine Handvoll Noten
- 1963: Nackt unter Wölfen
- 1963: Blaulicht: Heißes Geld (TV-Serie)
- 1964: Der geteilte Himmel
- 1965/1990: Wenn du groß bist, lieber Adam
- 1965: Berlin um die Ecke
- 1965: Die antike Münze
- 1966: Alfons Zitterbacke
- 1966: Pitaval des Kaiserreiches: Der Prozeß gegen die Gräfin Kwilecki (Fernsehreihe)
- 1966: Blaulicht: Ein Mann zuviel (TV-Serie)
- 1967: Kaule
- 1967: Die Heiden von Kummerow und ihre lustigen Streiche
- 1967: Die Fahne von Kriwoj Rog
- 1970: Junge Frau von 1914 (Fernsehfilm)
- 1971: Zeit der Störche
- 1971: Dornröschen
- 1972: Der Mann, der nach der Oma kam
- 1972: Die Bilder des Zeugen Schattmann (TV-Vierteiler)
- 1972: Polizeiruf 110: Blutgruppe AB (TV-Reihe)
- 1973: Die sieben Affären der Doña Juanita (vierteiliger Fernsehfilm)
- 1973: Die Elixiere des Teufels
- 1973: Aber Vati! (TV-Serie)
- 1973: Susanne und der Zauberring
- 1973: Rotfuchs (Fernsehfilm)
- 1974: Warum kann ich nicht artig sein
- 1976: Liebesfallen
- 1976: Lasset die Kindlein… (Fernsehfilm)
- 1976: Hostess
- 1976: Beethoven – Tage aus einem Leben
- 1977: Du und icke und Berlin (TV)
- 1978: Fleur Lafontaine (TV)
- 1978: Eine Handvoll Hoffnung
- 1978: Zwerg Nase (Fernsehfilm)
- 1978: Ein Sonntagskind, das manchmal spinnt
- 1978: Anton der Zauberer
- 1978: Marx und Engels – Stationen ihres Lebens (TV-Mehrteiler)
- 1979: Für Mord kein Beweis
- 1979: Lachtauben weinen nicht
- 1979: Hochzeit in Weltzow (Fernsehfilm)
- 1979: Polizeiruf 110: Die letzte Fahrt (TV-Reihe)
- 1980: Der Baulöwe
- 1980: Archiv des Todes (TV)
- 1980: Die Verlobte
- 1980: Max und siebeneinhalb Jungen
- 1980: Seitensprung
- 1980: Gevatter Tod
- 1981: Asta, mein Engelchen
- 1982: Märkische Forschungen
- 1982: Märkische Chronik (TV-Serie)
- 1982: Die Gerechten von Kummerow
- 1982: Spuk im Hochhaus (TV-Serie)
- 1983: Zille und ick
- 1983: Einer vom Rummel
- 1983: Es geht einer vor die Hunde (Fernsehfilm)
- 1983: Automärchen
- 1983: Polizeiruf 110: Es ist nicht immer Sonnenschein (TV-Reihe)
- 1984: Kaskade rückwärts
- 1984: Ach du meine Liebe (Fernsehfilm)
- 1984: Die vertauschte Königin
- 1985: Die Gänse von Bützow
- 1985: Der Staatsanwalt hat das Wort: Hubertusjagd
- 1986: Polizeiruf 110: Mit List und Tücke (TV-Reihe)
- 1987: Sansibar oder Der letzte Grund
- 1987: Vorspiel
- 1989: Schulmeister Spitzbart (TV)
- 1989: Polizeiruf 110: Variante Tramper (TV-Reihe)
- 1990: Polizeiruf 110: Allianz für Knete (TV-Reihe)
- 1993: Adamski
- 1993: Zirri – Das Wolkenschaf
- 1994: Tod in Miami
- 1999: Helden wie wir

## Hörspiele (Auswahl)
- 1969: Vuk Stefanović Karadžić: Jugoslawische Märchen und Legenden (Mejra in Zwei Gramm Zunge) – Regie: Dieter Scharfenberg (Kinderhörspiel – Litera)

## Arbeiten als Illustratorin
- Rosel Klein: Papageienweg. Kinderbuchverlag, Berlin 1975.
- Walter Kaufmann: Entführung in Manhattan. Kinderbuchverlag, Berlin 1975.
- Walter Kaufmann: Patrick. Verlag Junge Welt, Berlin 1977.
- Walter Kaufmann: Drei Reisen ins Gelobte Land. Brockhaus, Leipzig 1980.